# لوکنیتس
لوکنیتس (به آلمانی: Löcknitz) یک شهر در آلمان است که در فرپومرن-گرایفسوالد واقع شده‌است. لوکنیتس ۳٬۱۹۲ نفر جمعیت دارد.

## خواهرخوانده
شهر زازنبرگ خواهرخواندهٔ لوکنیتس هست.